# Кононов, Николай Викторович
Никола́й Ви́кторович Ко́нонов (род. 24 августа 1980, Москва) — русскоязычный писатель и журналист. Был главным редактором издания «Секрет фирмы» с 2015 по 2017 год, после ещё год оставался в качестве редакционного директора. Автор пособий «Я, редактор. Настольная книга для всех, кто работает в медиа» и «Автор, ножницы, бумага. Как быстро писать впечатляющие тексты», документальных книг «Бог без машины: Истории 20 сумасшедших, сделавших в России бизнес с нуля» и «Код Дурова. Реальная история соцсети „ВКонтакте“ и её создателя», а также романов «Восстание» и «Ночь, когда мы исчезли».

## Биография
В 2002 году окончил кафедру литературно-художественной критики и публицистики факультета журналистики МГУ, также изучал политическую философию на совместной программе Шанинки и Манчестерского университета. В 2003—2004 годах работал репортёром в газетах «Известия» и «Столичная вечерняя». В 2004—2005 годах был специальным корреспондентом в журнале «Эксперт». С 2005 по 2010 годы занимал должность обозревателя и редактора в российском издании Forbes, а в 2010—2011 годах стал одним из четырёх старших редакторов Slon.ru. В 2011 году вернулся в Forbes и участвовал в запуске сайта Forbes.ru.
С 2012 по 2015 годы занимал пост главного редактора ежедневного интернет-издания о молодых предпринимателях Hopes & Fears. После слияния H&F с The Village перешёл на должность редакционного директора Look At Media. В 2014 году он также проводил курсы писательского мастерства.
В январе 2015 года перешёл в «Секрет фирмы» на пост главного редактора. Следом за ним в издание ушли четыре ключевых сотрудника, а позже — почти вся команда Hopes & Fears. По словам Кононова, на его уход из Look At Media повлияли решения руководства холдинга: в частности, объединение H&F c The Village и закрытие бизнес-издания, которое за полтора года набрало около 800 тысяч уникальных посетителей в месяц.
В 2017 году «Секрет фирмы» столкнулся с финансовыми сложностями и пересмотрел редакционную политику, сократив штат. Кононов остался редакционным директором сайта, а обязанности главного редактора стали исполнять Дарья Черкудинова и Олег Хохлов. В конце 2018 года Кононов покинул издание, продолжая развивать собственные проекты и вести авторские курсы по журналистике и литературе.
В 2019 году вместе с семьёй переехал в Берлин, где продолжил писательскую деятельность. С 2022 по осень 2023 года работал главным редактором «Теплицы социальных технологий», где под его руководством стали освещаться темы политического и художественного активизма. В апреле 2023 года НКО внесли в реестр иностранных агентов в России, а Кононов и другие сотрудники попали в список аффилированных с «иноагентом» лиц.
В разные годы он публиковался в The New York Times, COLTA, Republic, Quartz и других, а также писал о российско-украинском конфликте для Neue Zürcher Zeitung и Le Temps, возглавлял проект «Триггер», объясняющий мировые политические тенденции в Русской службе медиакомпании Deutsche Welle, выступал с лекциями в Fondation Jan Michalski и в проекте «Порядок слов».

## Литературная карьера
Свой первый рассказ Кононов опубликовал в 2003 году, выступив под псевдонимом Григорий Михайлов. Произведение «Специфилиус и диффенбахий» вошло в альманах «Вавилон». В марте 2009 года литературный журнал Text only опубликовал его текст «Острова и сны».
В 2011 году Кононов выпустил книгу «Бог без машины: Истории 20 сумасшедших, сделавших в России бизнес с нуля». Через год вышла книга «Код Дурова. Реальная история соцсети „ВКонтакте“ и её создателя». В марте 2014 года в New York Times вышла колонка Кононова, подводившая итоги дальнейшей истории Павла Дурова и «ВКонтакте».
В 2012 году Кононов передал права на экранизацию книги «Код Дурова» компании AR Films Александра Роднянского; планировавшаяся к 2014 году премьера фильма была отложена. Только в 2021 году «Нон-стоп продакшн» и Okko сообщали о планах экранизации романа.
Весной 2017 года вышла третья книга Кононова — «Автор, ножницы, бумага. Как быстро писать впечатляющие тексты. 14 уроков». Она посвящена практическим приёмам письма, в первую очередь для начинающих журналистов.
В 2019 году он опубликовал художественный роман «Восстание», основанный на документальных свидетельствах. В нём рассказывается о восстании заключённых в Норильском лагере 1953 года и роли Сергея Соловьёва в тех событиях. «Восстание» также было переиздано во Франции и Швейцарии.
В 2021 году вышло второе пособие Кононова для редакторов онлайн-медиа «Я, редактор. Настольная книга для всех, кто работает в медиа».
Осенью 2022 года он опубликовал роман «Ночь, когда мы исчезли» — историю о перемещённых лицах времён Второй мировой войны и судьбах людей без родины (апатридах). Хотя Кононов подчёркивал, что писал книгу задолго до вторжения России в Украину, после публикации в издательство Individuum стали поступать письма о доносах и угрозах, связанных с авторской позицией.
В 2025 году новый рассказ Кононова «Беглец» вошёл в сборник антивоенных авторов Nein! гамбургского издательства Rowohlt.

## Награды и номинации
- В 2012 году книга «Бог без машины» была номинирована на премию НОС[39].
- В 2013-м книга «Код Дурова. Реальная история „ВКонтакте“ и ее создателя» вошла в шорт-лист премии Рунета[40].
- В 2014 году Кононова выдвинули на философскую Премию Пятигорского, но тогда жюри решило не вручать награду[41]. Через год он был номинирован на звание «Журналист года» в премии «GQ Человек года 2015»[42] и вошёл в медиарейтинг PwC среди лучших в категории «СМИ в интернете»[43].
- В 2017 году Кононов вместе с редакцией «Секрета фирмы» стал лауреатом премии «Редколлегия» за публикацию об экономике тюремной системы в России[44].
- В 2020 году книга Кононова «Восстание» попала в шорт-лист премии НОС[45][46].
- В 2022 году писатель получил стипендию Департамента культуры Сената Берлина как иностранный автор[7].
- В 2025 году роман «Ночь, когда мы исчезли» выдвинули на премию «Дар»[47].

В разные периоды его произведения входили в лонг-листы премий «Национальный бестселлер» (2014, 2019), «Ясная Поляна» (2019), «Большая книга» (2019) и НОС (2014).